# Осемозотан
Осемозотан (MKC-242) — это селективный агонист 5-HT1A-рецепторов, обладающий некоторой функциональной селективностью: он работает как агонист в отношении пресинаптических рецепторов и как парциальный агонист в отношении постсинаптических. Стимуляция 5-HT1A-рецепторов влияет на высвобождение ряда других нейромедиаторов, включая серотонин, дофамин, норадреналин, ацетилхолин. Рецепторы подтипа 5-HT1A являются ингибиторными G-белок-связанными рецепторами, которые угнетают аденилатциклазу и снижают активность нейронов. Осемозотан обладает антидепрессивными, анксиолитическими, антиобсессивными, антиагрессивными, анальгетическими свойствами в исследованиях на животных.
, Он используется для изучения роли 5-HT1A-рецепторов в модулировании высвобождения дофамина и серотонина в мозгу и роли этих рецепторов и нейромедиаторов в развитии пристрастия к психостимуляторам, таким, как кокаин и амфетамин, метамфетамин.